# Akashia
Die Akashia (あかしあ) ist ein 2004 in Dienst gestelltes Fährschiff der japanischen Reederei Shin Nihonkai Ferry. Sie steht auf der Strecke von Maizuru nach Otaru im Einsatz.

## Geschichte
Die Akashia wurde am 5. August 2003 unter der Baunummer 2192 in der Werft von Mitsubishi Heavy Industries in Nagasaki auf Kiel gelegt und lief am 21. März 2004 vom Stapel. Nach der Ablieferung an Shin Nihonkai Ferry am 21. Juni 2004 nahm sie am 1. Juli den Fährdienst von Maizuru nach Otaru auf. Ihr baugleiches Schwesterschiff ist die am selben Tag in Dienst gestellte Hamanasu. Die Fähren waren bei ihrer Ablieferung die bis dahin längsten für Shin Nihonkai gebauten Einheiten und zudem die schnellsten Schiffe in der Flotte der Reederei.
2012 wurde die Ausstattung der Akashia modernisiert und umgebaut. Ihre Passagierkapazität sank hierbei von 820 auf 746 Personen. Am 2. Mai 2013 trieb das Schiff nach einem Stromausfall für kurze Zeit antriebslos vor Tsuruga, konnte die Fahrt dann aber aus eigener Kraft fortsetzen. Von Januar bis Februar 2021 wurde die Akashia in Onomichi mit Scrubbern zur Reduzierung der Schwefelemission ausgestattet. Sie erhielt hierbei einen neuen, größeren Schornstein.
Die Akashia verfügt über mehrere Restaurants, Lounges und Bars. Zu ihrer weiteren Einrichtung gehört ein Bordgeschäft, ein Massageraum, ein Konferenzraum, ein Spielzimmer, ein Bereich mit Videospielen sowie privat nutzbare Fernsehräume zum Ansehen von Filmen. Wie bei größeren japanischen Fähren üblich befinden sich an Bord zudem zwei Badehäuser (Sentō).